# 在夢之浮世盛開吧
《在夢之浮世盛開吧》（日语：夢の浮世に咲いてみな）是桃色幸運草Z的第13張單曲。2015年1月28日由Evilline以「桃色幸運草Z vs KISS」（ももいろクローバーZ vs KISS）名義發售。

## 概要
桃色幸運草Z第13張單曲與美國知名搖滾團體KISS合作，A面曲「在夢之浮世盛開吧」由KISS作曲及演奏。

KISS版所收錄的「SAMURAI SON」為「在夢之浮世盛開吧」之英文版本。

本單曲分桃色幸運草Z版（CD+Blu-ray）和KISS版（CD Only）兩種形式發售。

另外，桃色幸運草Z亦會作為嘉賓參加KISS的40週年紀念巡迴日本站。

## 收錄曲

### 桃色幸運草Z版（CD+Blu-ray）
1. 在夢之浮世盛開吧
作詞：岩里祐穂・Paul Stanley (KISS)、作曲：Paul Stanley (KISS)、Greg Collins 編曲：KISS、Greg Collins
2. Rock and Roll All Nite
作詞・作曲：Gene Simmons (KISS) & Paul Stanley (KISS)、編曲：NARASAKI・ゆよゆっぺ
3. 在夢之浮世盛開吧（off vocal ver.）
4. Rock and Roll All Nite（off vocal ver.）

「在夢之浮世盛開吧」 MUSIC VIDEO收錄Blu-ray同捆

### KISS版（CD Only）
1. 在夢之浮世盛開吧
作詞：岩里祐穂・Paul Stanley (KISS)、作曲：Paul Stanley (KISS)、Greg Collins 編曲：KISS、Greg Collins
2. Rock and Roll All Nite
作詞・作曲：Gene Simmons(KISS) & Paul Stanley(KISS)、編曲：NARASAKI・ゆよゆっぺ
3. SAMURAI SON
作詞：岩里祐穂・Paul Stanley (KISS)、作曲：Paul Stanley (KISS)、Greg Collins 編曲：KISS、Greg Collins
4. 在夢之浮世盛開吧（off vocal ver.）
5. Rock and Roll All Nite（off vocal ver.）
6. SAMURAI SON（off vocal ver.）

## 外部連結
- 桃色幸運草Z vs KISS 特設頁面（页面存档备份，存于）